# إقليم بريسال
| الدين في الإقليم (2022) | الدين في الإقليم (2022) | الدين في الإقليم (2022) | الدين في الإقليم (2022) | الدين في الإقليم (2022) |
| ----------------------- | ----------------------- | ----------------------- | ----------------------- | ----------------------- |
| الدين                   | الدين                   |                         | النسبة                  | النسبة                  |
| الإسلام                 | الإسلام                 |                         | 91.56%                  | 91.56%                  |
| الهندوسية               | الهندوسية               |                         | 8.24%                   | 8.24%                   |
| المسيحية                | المسيحية                |                         | 0.13%                   | 0.13%                   |
| أخرى                    | أخرى                    |                         | 0.06%                   | 0.06%                   |

إقليم بَريسال (بالبنغالية: বরিশাল বিভাগ)‏ أحد التقسيمات الإدارية الجغرافية في بنغلاديش. يقع في الجزء الجنوبي الأوسط من البلاد وتبلغ مساحته 13,225 كـم2 (5,106 ميل2) ويبلغ عدد سكانه 9,325,820 نسمة في تعداد عام 2022. عدد سكان الإقليم هو الأقل بين أقاليم بنغلاديش. يحده إقليم دكا من الشمال وخليج البنغال من الجنوب وإقليم جاتجام من الشرق وإقليم كهلنا من الغرب.

## التاريخ
كان إقليم بريسال الحالي جزء من إمبراطورية فانجا وجانجاريدي في العصور القديمة. ثم حكمتها إمبراطورية جوبتا والتي تلتها في حكمه مملكة غودا في القرن السادس. دخلت المنطقة تحت حكم خادغا وبالا وشاندرا وفارمان في أوائل العصور الوسطى. وعرفتها سلالة سينا بأنوتارا بانجا (جنوب البنغال). ثم حكمها بعد سينا ملوك ديفا في القرن الثاني عشر والثالث عشر.
غزا اختيار الدين محمد بن بختيار الخلجي المنطقة في أوائل القرن الثالث عشر ثم غزاها محمد تغلق. هاجر إلى المنطقة زعماء قبائل الهندوس من شمال غرب البنغال إلى المنطقة وأسسوا مملكة باكلا. ثم غزا المغول المنطقة وضموها لحكمهم، وقتها كان الهندوس أغلبية سكان شمال وغرب بريسال (المعروف بباكارغانج) وكان الجزء الجنوبي براري تكثر فيها الغابات والبحيرات.
أنشئ إقليم بريسال الحالي (مقاطعة بريسال وخمس مقاطعات مجاورة أخرى) في 1 يناير 1993.

## التقسيم الإداري
| الاسم                    | العاصمة   | المساحة (كم2) | عدد السكان تعداد 1991 | عدد السكان تعداد 2001 | عدد السكان تعداد 2011 | عدد السكان تعداد 2022 |
| ------------------------ | --------- | ------------- | --------------------- | --------------------- | --------------------- | --------------------- |
| مديرية بريسال            | بريسال    | 2٬784٫52      | 2٬207٬426             | 2٬355٬967             | 2٬324٬310             | 2,570,446             |
| Barguna District         | بارغونا   | 1٬831٫31      | 775٬693               | 848٬554               | 892٬781               | 1,010,531             |
| منطقغ شهبازفور الجنوبية ‏ | Bhola     | 3٬403٫48      | 1٬476٬328             | 1٬703٬117             | 1٬776٬795             | 1,932,518             |
| Jhalokati District       | Jhalokati | 706٫76        | 666٬139               | 694٬231               | 682٬669               | 661,160               |
| منطقة فتواخالي ‏          | باتواخالي | 3٬221٫31      | 1٬273٬872             | 1٬460٬781             | 1٬535٬854             | 1,727,254             |
| فيروزبور                 | Pirojpur  | 1٬277٫80      | 1٬063٬185             | 1٬111٬068             | 1٬113٬257             | 1,198,195             |
| المجموع                  | 6         | 13٬255٫20     | 7٬462٬643             | 8٬173٬718             | 8٬325٬666             | 9,100,104             |

| مديرية باريسال           | 1. Agailjhara Upazila 2. Babuganj Upazila 3. باقر غنج، برشال ‏ 4. Banaripara Upazila 5. Barisal Sadar Upazila 6. Gournadi Upazila 7. Hizla Upazila 8. Mehendiganj Upazila 9. Muladi Upazila 10. Wazirpur Upazila | 1. Agailjhara Upazila 2. Babuganj Upazila 3. باقر غنج، برشال ‏ 4. Banaripara Upazila 5. Barisal Sadar Upazila 6. Gournadi Upazila 7. Hizla Upazila 8. Mehendiganj Upazila 9. Muladi Upazila 10. Wazirpur Upazila |
| Barguna District         | 1. Amtali Upazila 2. Bamna Upazila 3. Barguna Sadar Upazila 4. Betagi Upazila 5. Patharghata Upazila 6. Taltali Upazila                                                                                         | 1. Amtali Upazila 2. Bamna Upazila 3. Barguna Sadar Upazila 4. Betagi Upazila 5. Patharghata Upazila 6. Taltali Upazila                                                                                         |
| منطقغ شهبازفور الجنوبية ‏ | 1. Bhola Sadar Upazila 2. دولت خان، بهولا ‏ 3. Burhanuddin Upazila 4. تمييز الدين، بنغلاديش ‏ 5. Lalmohan Upazila 6. Char Fasson Upazila 7. Manpura Upazila                                                       | 1. Bhola Sadar Upazila 2. دولت خان، بهولا ‏ 3. Burhanuddin Upazila 4. تمييز الدين، بنغلاديش ‏ 5. Lalmohan Upazila 6. Char Fasson Upazila 7. Manpura Upazila                                                       |
| Jhalokati District       | 1. Jhalokati Sadar Upazila 2. Kathalia Upazila 3. Nalchity Upazila 4. Rajapur Upazila | 1. Jhalokati Sadar Upazila 2. Kathalia Upazila 3. Nalchity Upazila 4. Rajapur Upazila |
| منطقة فتواخالي ‏          | 1. Dumki Upazila 2. Patuakhali Sadar Upazila 3. Mirzaganj Upazila 4. Bauphal Upazila 5. Galachipa Upazila 6. Dashmina Upazila 7. Rangabali Upazila 8. Kalapara Upazila                                          | 1. Dumki Upazila 2. Patuakhali Sadar Upazila 3. Mirzaganj Upazila 4. Bauphal Upazila 5. Galachipa Upazila 6. Dashmina Upazila 7. Rangabali Upazila 8. Kalapara Upazila                                          |
| فيروزبور                 | 1. Bhandaria Upazila 2. Kawkhali 3. Mathbaria Upazila 4. Nazirpur Upazila 5. نثار آباد ‏ 6. Pirojpur Sadar Upazila 7. ضياء نغر ‏                                                                                  | 1. Bhandaria Upazila 2. Kawkhali 3. Mathbaria Upazila 4. Nazirpur Upazila 5. نثار آباد ‏ 6. Pirojpur Sadar Upazila 7. ضياء نغر ‏                                                                                  |

## التعليم

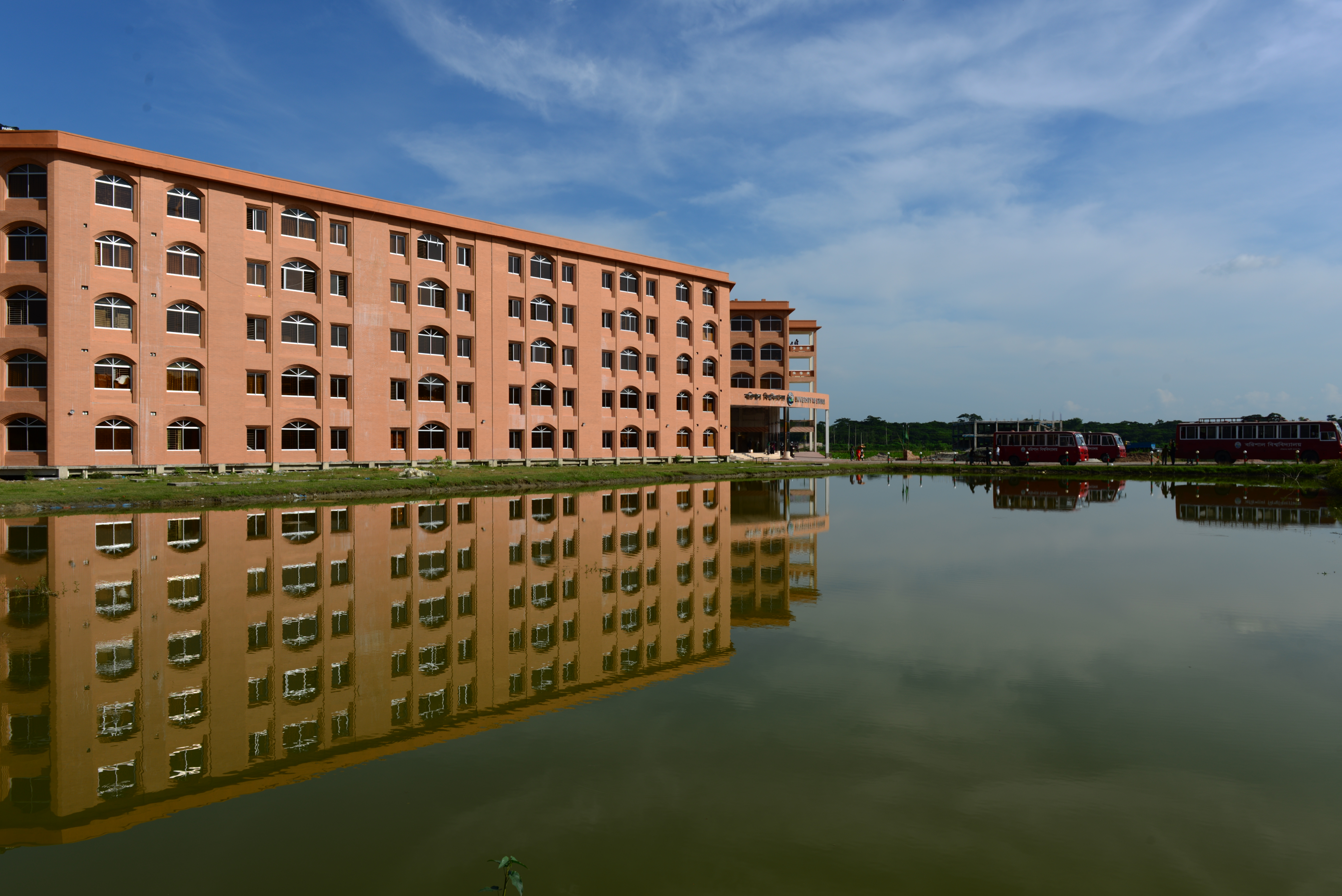
مبنى جامعة بريسال

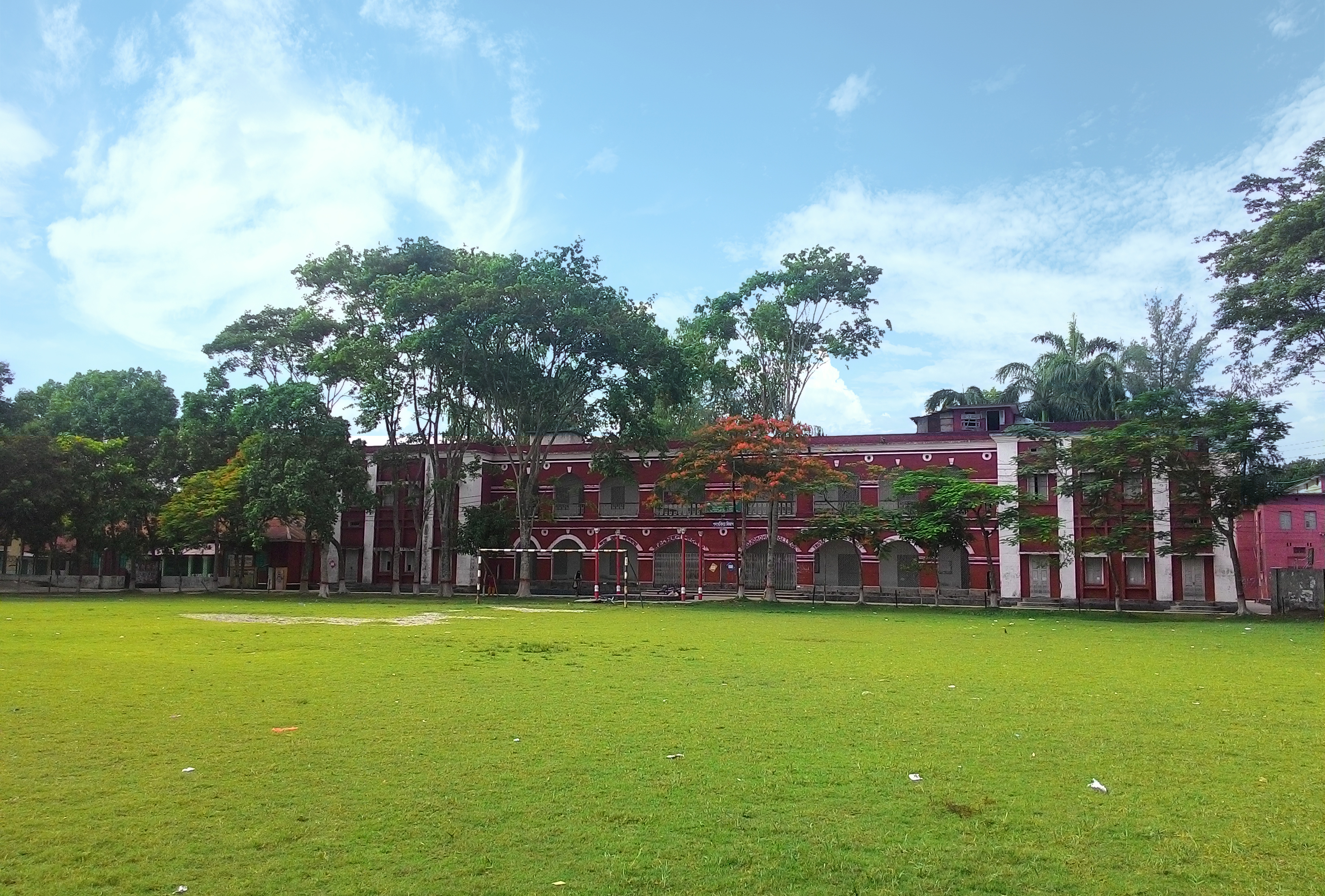
Brojomohun College التي أسست في عام 1889

إقليم بريسال هو صاحب أعلى معدل معرفة بالقراءة والكتابة (من سن 7 سنوات فأكثر) من أي إقليم أخر في البلاد إذ بلغ المعدل 65.7٪ في تعداد بنغلاديش لعام 2011.
يوجد في الإقليم ثلاث جامعات حكومية هي: جامعة باتواكالي للعلوم والتكنولوجيا (2002) وجامعة بريسال (2011) وجامعة بانجاباندو شيخ مجيب الرحمن للعلوم والتكنولوجيا التي تأسست في بيروجبور عام 2022. هناك أيضًا ثلاث جامعات خاصة: جامعة جلوبال بنغلاديش وجامعة القرية العالمية وجامعة ترست بريسال. يوجد في الإقليم 258 كلية مثل كلية شارفاسون الحكومية وكلية بهولا الحكومية، وكلية بريسال الحكومية للنساء وكلية بروجوموهون (1889) وكلية بريسال الحكومية وكلية سيد حاتم علي الحكومية وكلية سيد بازلول حق.
يوجد في الإقليم أيضًا مؤسسات تعليمية متخصصة. فهناك كليتين للطب هما كلية الطب باتواكالي التي تأسست عام 2014 وكلية الطب شير البنغالية التي تأسست عام 1968. كما توجد ثلاث كليات حقوق وأربع كليات لتدريب المعلمين وأربعة معاهد للفنون التطبيقية. توجد ثلاث كليات للنسيج منها معهد بهولا للنسيج وكلية شهيد عبد راب سيرنيابات لهندسة النسيج.